# Takine
Die Takine (Budorcas) sind eine in Asien lebende Säugetiergattung aus der Gruppe der Ziegenartigen (Caprini). Vor allem in älterer Literatur zu findende Namen wie Rindergemse oder Gnuziege deuten auf die fast rinderartige Gestalt der Tiere hin.

## Merkmale

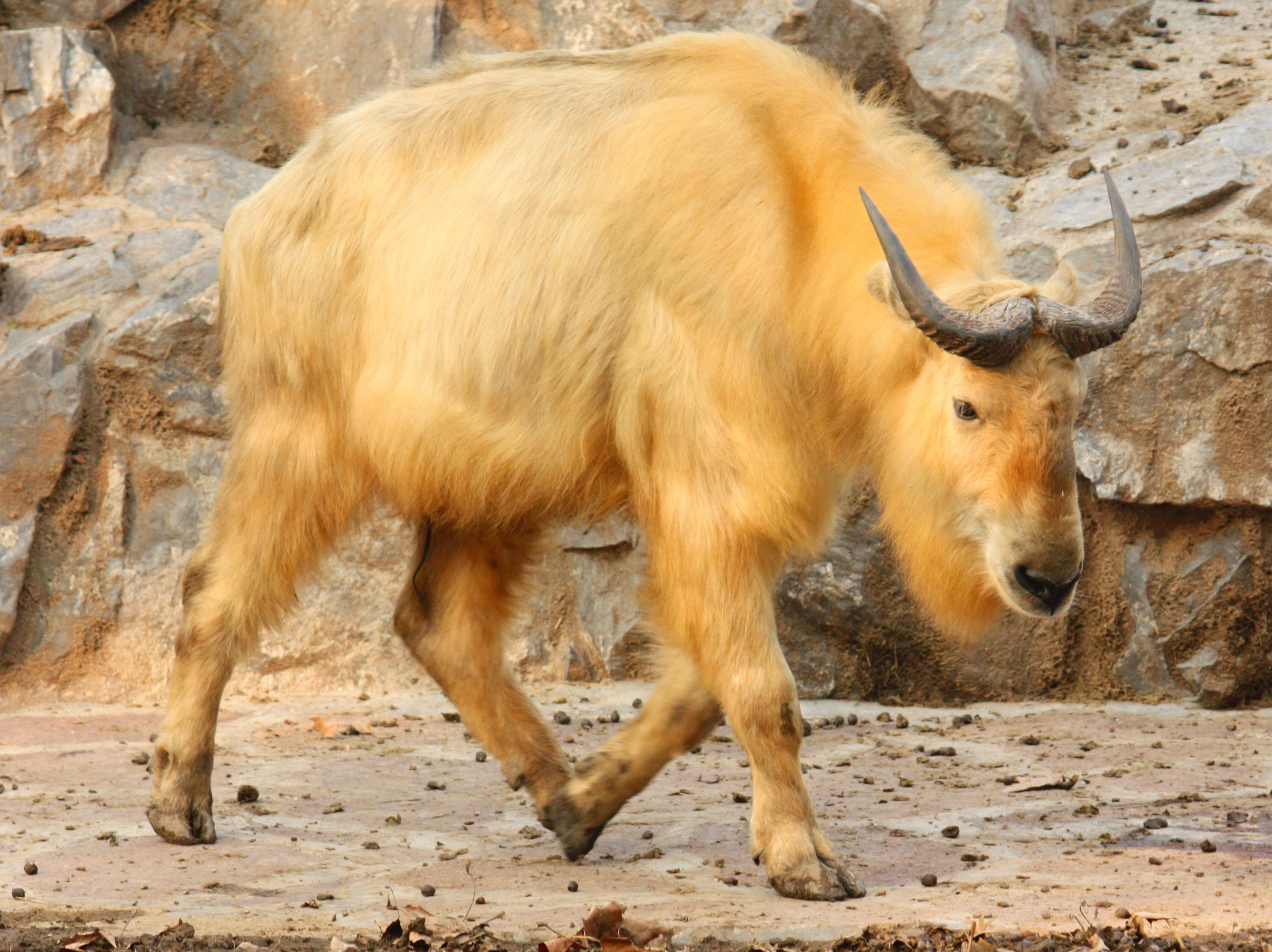
Goldtakin (B. bedfordi)

Takine sind stämmige, plump wirkende Tiere. Sie erreichen eine Kopf-Rumpf-Länge von 1 bis 2,4 Metern, der Schwanz ist 7 bis 12 Zentimeter lang und die Schulterhöhe beträgt 70 bis 140 Zentimeter. Das Gewicht beträgt 150 bis 400 Kilogramm. Beide Geschlechter tragen relativ massive Hörner, die ferner an die der Gnus erinnern. Diese wachsen nahe am Scheitelpunkt des Kopfes, ragen zunächst nach außen, um sich dann nach hinten und oben zu biegen. Die Fellfarbe ist regional verschieden und reicht von golden (Goldtakin) über rot-gelbliche Brauntöne (Sichuan-Takin) bis zu grau-rotbraun (Bhutan- und Mishmi-Takin). Ein dunkler Aalstrich läuft über den Rücken und ist bei allen Arten bis auf den Goldtakin gut abgesetzt sichtbar. Das Winterfell des Sichuan-Takins ist deutlich dunkler als im Sommer und verfügt über schwarze Tönungen. Variationen treten als Sexualdimorphismus bei den beiden südlichen Unterarten einerseits durch die kontrastreichere Färbung der Männchen und andererseits durch die Hornspitzen adulter Weibchen, welche stark nach hinten geschwungen sind, auf. Unterhalb des Kinns ist das Fell zu einem Bart verlängert. Die Beine sind vergleichsweise kurz und kräftig, die Hufe breit. Diese sind mit insgesamt fünf Klauen ausgestattet, von denen die 3. und 4. die Hauptklauen sind, die normalerweise das Gewicht tragen, wobei jedoch besonders die 2. und 5. im Vergleich zu verwandten Arten gut entwickelt sind.

## Verbreitung und Lebensraum

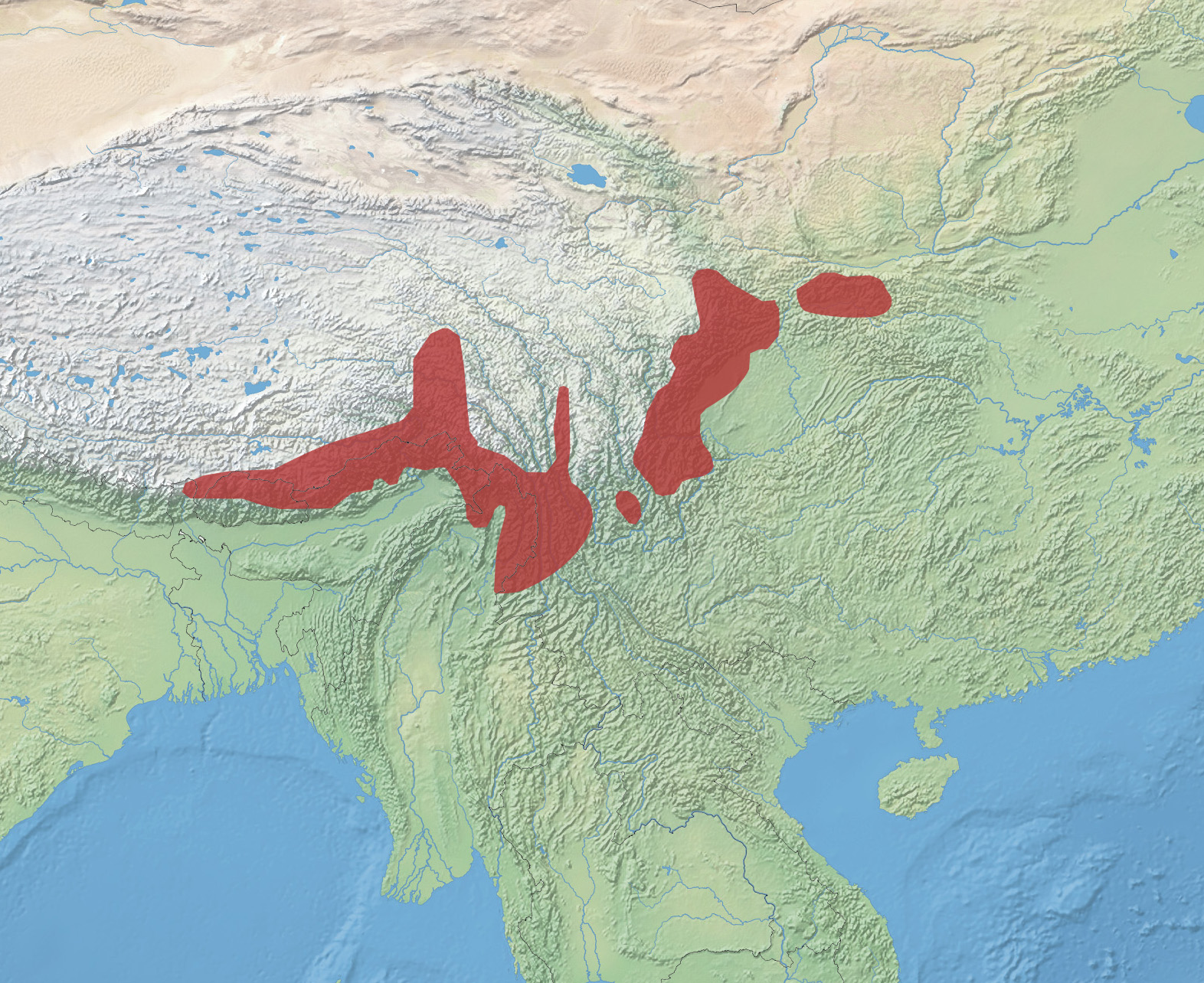
Verbreitungsgebiet der Takine

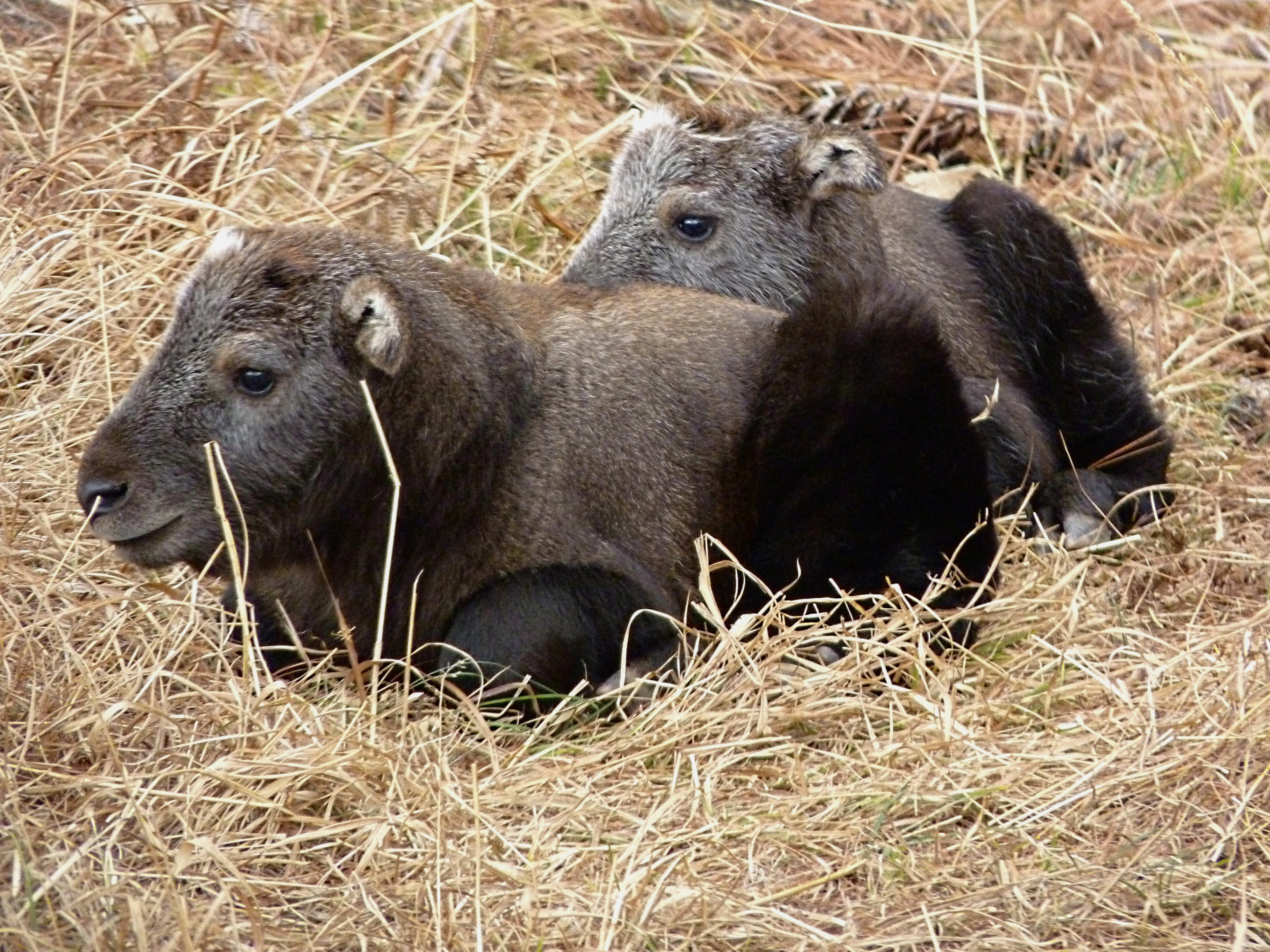
Zwei Takinjungtiere

Beheimatet sind die Takine in den gebirgigen Regionen der östlichen Ausläufer des Himalayas, so im nordöstlichen Indien, Bhutan, Nord-Myanmar sowie im südwestlichen China, wo sie das östliche Tibet sowie Teile der Provinzen Gansu, Shaanxi, Sichuan und Yunnan bewohnen. Das Höhenniveau liegt je nach Region zwischen 1500 und 3500 Metern über dem Meeresspiegel. Eine deutliche Migration der Tiere und damit verbundene unterschiedliche Höhentendenzen verdeutlicht den Unterschied zwischen Sommer- (bis zu 4000 Meter) und Winterzeit, in der meist Talregionen mit durchschnittlich 1000 Metern über dem Meeresspiegel aufgesucht werden. Die stetig von Felsen umgebenen Lebensräume stellen neben ausgedorrten Grasländern auch Nadelwälder und subtropische Gebiete dar.

## Lebensweise und Ernährung
Takine begeben sich vor allem am frühen Morgen und am späten Nachmittag auf Nahrungssuche, bei kühlerem Wetter auch tagsüber. Es werden oft feste Pfade genutzt, die unter anderem zu wichtigen Salz- und Mineralquellen führen. Im Sommer bilden sie große Herden, die bis zu 300 Tiere umfassen und aus Weibchen, Jungtieren und jungen Männchen bestehen. Alte Böcke sind einzelgängerisch und schließen sich im Spätsommer nur zur Paarung kurz einer Herde an. Zum Winter hin lösen sich die Herden in viele kleinere Verbände auf, die nur drei bis zwanzig Tiere groß sind.
Ihre Nahrung sind im Sommer Blätter von Sträuchern und Bäumen, im Winter notgedrungen Zweige und Nadelblätter.

## Fortpflanzung
Im nördlichen Verbreitungsgebiet liegt die Paarungszeit zwischen Juni und August, die Geburtensaison zwischen Februar und März. Nach einer sieben- bis achtmonatigen Tragzeit bringt das Weibchen meist ein einzelnes Jungtier zur Welt, Zwillinge sind selten. Das Junge kann seiner Mutter schon nach wenigen Tagen folgen und nimmt nach ein bis zwei Monaten erstmals feste Nahrung zu sich. Endgültig entwöhnt wird es mit rund neun Monaten, die Geschlechtsreife tritt mit 2,5 Jahren ein.

## Systematik
Die Stellung der Takine in der Systematik der Ziegenartigen war lange Zeit ungeklärt. Aufgrund eines ähnlich massiven Körperbaus und gewisser Übereinstimmungen im Bau des Schädels wurde manchmal der Moschusochse als ihr nächster Verwandter betrachtet, der heute der Untertribus der Ovibovina zugerechnet wird. Untersuchungen der mitochondrialen DNA sprechen jedoch dafür, dass die Takine näher mit den Schafen verwandt sind und somit zur Untertribus der Caprina gehören. Ihre Ähnlichkeit mit dem Moschusochsen stellt demnach ein Beispiel konvergenter Evolution dar.
Es werden vier rezente Formen unterschieden, die je nach Auffassung eine oder bis zu vier Arten bilden. Im ersteren Fall wird die Art als „Takin“ (Budorcas taxicolor) bezeichnet mit dem Mishmi-Takin als Nominatform. Das Vier-Arten-Modell wurde im Jahr 2011 von Colin Peter Groves und Peter Grubb im Rahmen einer Revision der Huftiere vorgestellt. Es fand im gleichen Jahr auch Einzug in den zweiten Band des Standardwerkes Handbook of the Mammals of the World. Als Basis für ihre Einschätzung nutzten Groves und Grubb neben schädelanatomischer Merkmalen auch egenetische Studien aus dem Jahr 2003, bei denen chinesische Wissenschaftler die Existenz wenigstens drei eigenständiger Linien bestätigen konnten, die etwa mit den morphologisch bestimmten Formen übereinstimmten (Mishmi-Takin, Sichuan-Takin, Goldtakin; der Bhutan-Takin wurde in der Studie nicht berücksichtigt). Demzufolge gliedert sich die Gattung der Takine folgendermaßen:
- Goldtakin (Budorcas bedfordi Thomas, 1911); kommt nur im Qinling-Gebirgszug in der chinesischen Provinz Shaanxi vor. Besonders auffällig ist das golden glänzende Fell, das bei Jungtieren erst mit Erreichen der Geschlechtsreife auftritt. Diese Art gilt als selten und war in den 1990er Jahren nur noch mit etwa 5000 Exemplaren vorhanden. Insgesamt sind im Verbreitungsgebiet 13 Nationalparks vorhanden.
- Mishmi-Takin (Budorcas taxicolor Hodgson, 1850); bewohnt das südöstliche Tibet, den Südwesten der chinesischen Provinz Yunnan sowie die angrenzenden Teile des nordöstlichen Indiens und des nördlichen Myanmars. Die Bejagung ist die Hauptbedrohung dieser Art. Sie ist ebenfalls selten.
- Sichuan-Takin (Budorcas tibetana Milne-Edwards, 1874); besetzt den östlichen Teil des Hochlands von Tibets, wo die Verbreitung von dem Min-Bergen über Sichuan und Gansu südlich bis zu den Qionglai-Bergen westlich Chengdus (Sichuan) bis zur Provinz Yunnan führt. Dort teilt er sich seinen Lebensraum unter anderem mit dem Großen Panda und den Goldstumpfnasen, welche durch ihre Popularität heute in insgesamt 20 Nationalparks dieser Region vertreten sind.
- Bhutan-Takin (Budorcas whitei Lydekker, 1907); kommt in Bhutan und angrenzenden Regionen Indiens und Chinas vor. Sie sind dem Mishmi-Takin sehr ähnlich, die Hörner stehen jedoch näher beieinander.

Daneben wurde im Jahr 1948 mit Budorcas taxicolor lichii eine weitere  Form beschrieben, die allerdings ausgestorben ist. Ihr Status ist in diesem Modell unklar.

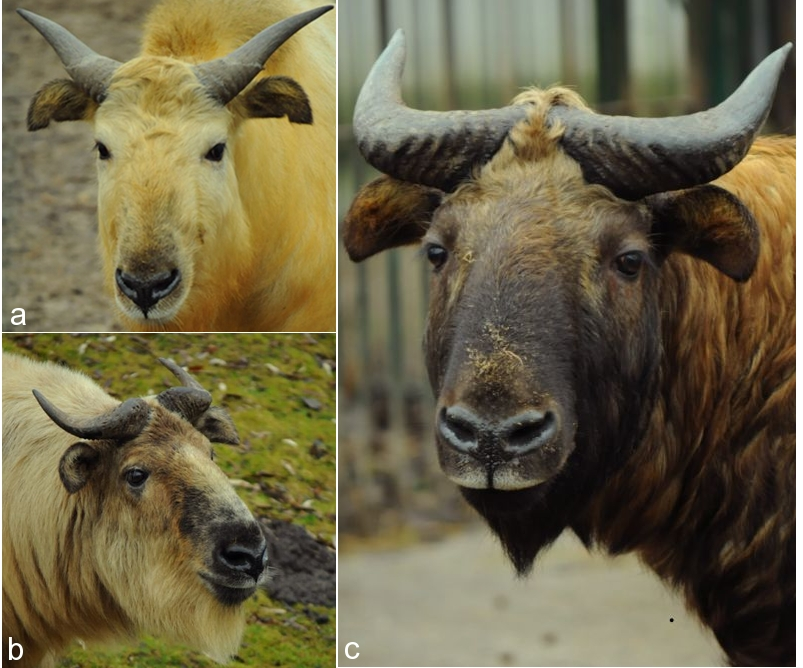
a.) B. bedfordi, b.) B. tibetana, c.) B. taxicolor

In einer weiteren genetischen Studie aus dem Jahr 2022 unterscheiden die beteiligten Wissenschaftler lediglich zwei Arten mit insgesamt vier Unterarten. Die beiden Hauptlinien hatten sich den Untersuchungen zufolge erst im ausgehenden Mittelpleistozän vor rund 231.000 Jahren getrennt, was etwa mit der Hochphase der vorletzten Kaltzeit übereinstimmt. Die Aufspaltung der beiden Linien datiert dann in das folgende Jungpleistozän vor 103.000 beziehungsweise vor 56.000 Jahren. Nach diesem Zwei-Arten-Modell gilt folgende Aufteilung:
- Budorcas taxicolor

- Mishmi-Takin (B. t. taxicolor Hodgson, 1850)
- Bhutan-Takin (B. t. whitei Lydekker, 1907)

- Budorcas tibetana

- Goldtakin (B. t. bedfordi Thomas, 1911);
- Sichuan-Takin (B. t. tibetana Milne-Edwards, 1874)

Des Weiteren gibt es eine fossile Art:
- Budorcas teilhardi Young, 1948

## Stammesgeschichte
Die Gattung Budorcas wird erstmals im ausgehenden Pliozän vor rund 4 Millionen Jahren fassbar. Einzelne Funde stammen aus Yuci bei Taiyuan in der nordchinesischen Provinz Shanxi. Diese frühen Takine waren noch relativ generalisiert, die Hörner hatten gerundete Basen und endeten mit einer zusätzlichen Krümmung an der Spitze. Die Funde wurden 1938 zuerst von Teilhard de Chardin publiziert und zehn Jahre später von Chung-Chien Young unter der Bezeichnung Budorcas teilhardi wissenschaftlich erstbeschrieben. Subfossil liegt zusätzlich noch die Form Budorcas (taxicolor) lichii vor. Sie wurde an der archäologischen Fundstelle von Houchiachuang bei Anyang in der nordchinesischen Provinz Henan entdeckt und datiert in die Zeit der Shang-Dynastie etwa um 1000 v. Chr. Gefunden wurde ein Hornpaar, das den Hörnern der heutigen Arten ähnelt, vor allem dem Sichuan-Takin. Allerdings sind die Hörner der subfossilen Form kleiner und die Spitzen etwas anders geschwungen. Das gegenwärtig nächste Vorkommen gehört zum Goldtakin. Möglicherweise stellt Budorcas (taxicolor) lichii einen der letzten Vertreter der Takine dar, der nördlich des Gelben Flusses vorkam. Einzelne spätere Hinweise finden sich noch in Form von Eingravierungen auf Silberbeschlägen, so etwa aus dem Kurgan VI des Gräberfeldes von Noin Ula in der Mongolei, das dem 1. Jahrhundert v. Chr. angehört, hier wird jedoch auch eine Interpretation als Yak in Betracht gezogen.

## Takine und Mensch

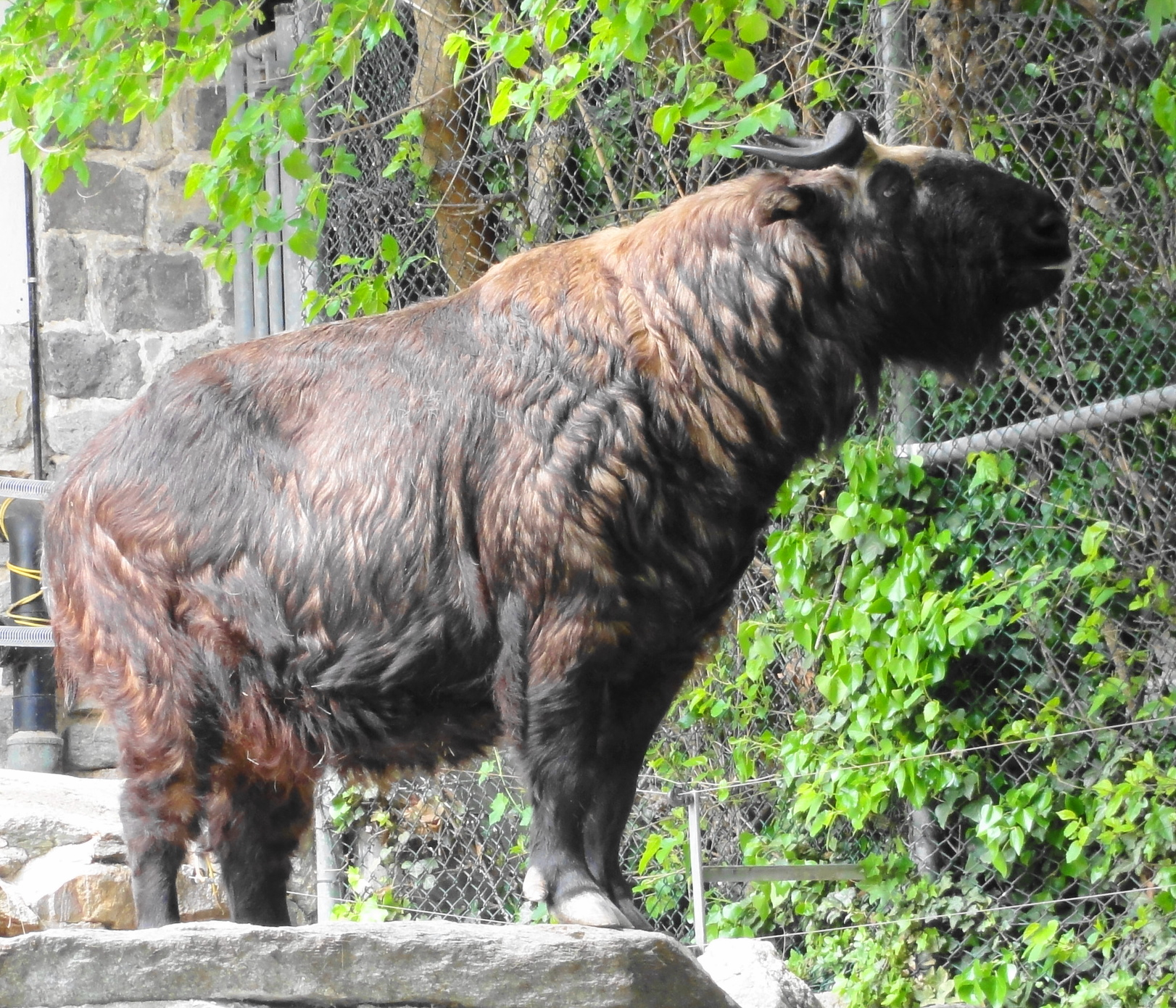
Mishmi-Takin (B. taxicolor)

Hauptbedrohungen für die Takine sind die Zerstörung des Lebensraums und die Bejagung. Die IUCN listet die Art als gefährdet (vulnerable).
Vor allem in nicht wissenschaftlichen Quellen stößt man immer wieder auf die Behauptung, das Goldene Vlies aus der griechischen Argonautensage sei das Fell eines Takins gewesen. Dies rührt wohl von der Feststellung, dass eine Takin-Art tatsächlich ein annähernd goldfarbenes Fell hat. Allerdings dürfte dieses Tier den antiken Griechen kaum bekannt gewesen sein, so dass dieser Zusammenhang mehr als unwahrscheinlich ist.
In zoologischen Gärten werden heute insgesamt drei Arten der Takine gehalten. Die erste Haltung wurde 1909 im Zoo London verzeichnet. Eine besonders erfolgreiche Zucht beherbergt der Tierpark Berlin, der nach eigener Aussage der weltweit einzige Zoo ist, der drei Formen zeigt und züchtet (Gold-, Mishmi- und Sichuan-Takin).